# AGWPE
 (octobre 2023).
AGW Packet Engine (AGWPE) est un ensemble d'applications fonctionnant sous Windows, réalisant des échanges de données numériques par radio. Un ensemble d'applications  (AGWFWD, AGWTERMINAL, AGWCLUSTER et autres) communiquent avec le logiciel AGWPE qui implémente les communications (Jusqu'à cent TNC simultanés) dans les modes:
- KISS
- Baycom 1200-9600 bauds
- cartes DRSI, Baycom USCC cards
- chipset PSA 1200/9600, OE5DXL, YAM
- OptoScc, PetScc
- TNC logiciel par carte son
- Kantronics (KAM,KPC96 etc.) et AEA (PK900 etc).

Il peut aussi être utilisé comme gateway TCP/IP ⇔ AX.25.